# NK Mura
Nogometni Klub Mura, cunoscut pe larg ca NK Mura sau simplu Mura, a fost un club de fotbal din orașul Murska Sobota, Slovenia. Clubul a fost fondat pe 16 august 1924, iar în anul 2004 s-a desființat, după ce club nu a reușit să obțină licența de la Asociația de Fotbal a Sloveniei. Totuși, federația i-a permis clubului să termine sezonul 2004–05, care era în progres, și, după ce s-a clasat pe locul 8 în campionatul național, NK Mura efectiv și-a încetat complet activitatea. Un club succesor, care pretinde drepturile asupra palmaresului și rezultatelor lui NK Mura a fost fondat în 2005 cu numele ND Mura 05. Totuși, acest club formal nu este considerat a fi succesor al clubului original NK Mura și cele două cluburi își au rezultatele și palmaresele ținute separat de Asociația de Fotbal a Sloveniei.

## Palmares
- Liga defotbal a Republicii Slovene (Liga a treia a Iugoslaviei) (1): 1969–70

Locul 2 (5): 1966–67, 1967–68, 1974–75, 1976–77, 1977–78
- PrvaLiga:

Vicecampioană (2): 1993–94, 1997–98
- Cupa Republicii Slovene (1): 1974–75

Finalistă (1): 1972–73
- Cupa Sloveniei (1): 1994–95

Finalistă (1): 1993–94
- Supercupa Sloveniei:

Finalistă (1): 1995

## Evoluții în cupele europene
- PR = Runde preliminare
- Q = Calificări

| Sezon   | Competiția        | Ronda | Adversar         | Scor     |
| ------- | ----------------- | ----- | ---------------- | -------- |
| 1994–95 | Cupa UEFA         | PR    | Aarau            | 0–1, 0–2 |
| 1995–96 | Cupa Cupelor UEFA | Q     | Žalgiris Vilnius | 0–2, 2–1 |
| 1996–97 | Cupa UEFA         | 1Q    | Bečej            | 0–0, 2–0 |
|         |                   | 2Q    | Lyngby BK        | 0–0, 0–2 |
| 1998–99 | Cupa UEFA         | 1Q    | Daugava Riga     | 6–1, 2–1 |
|         |                   | 2Q    | Silkeborg IF     | 0–0, 0–2 |